# Peinture au plomb

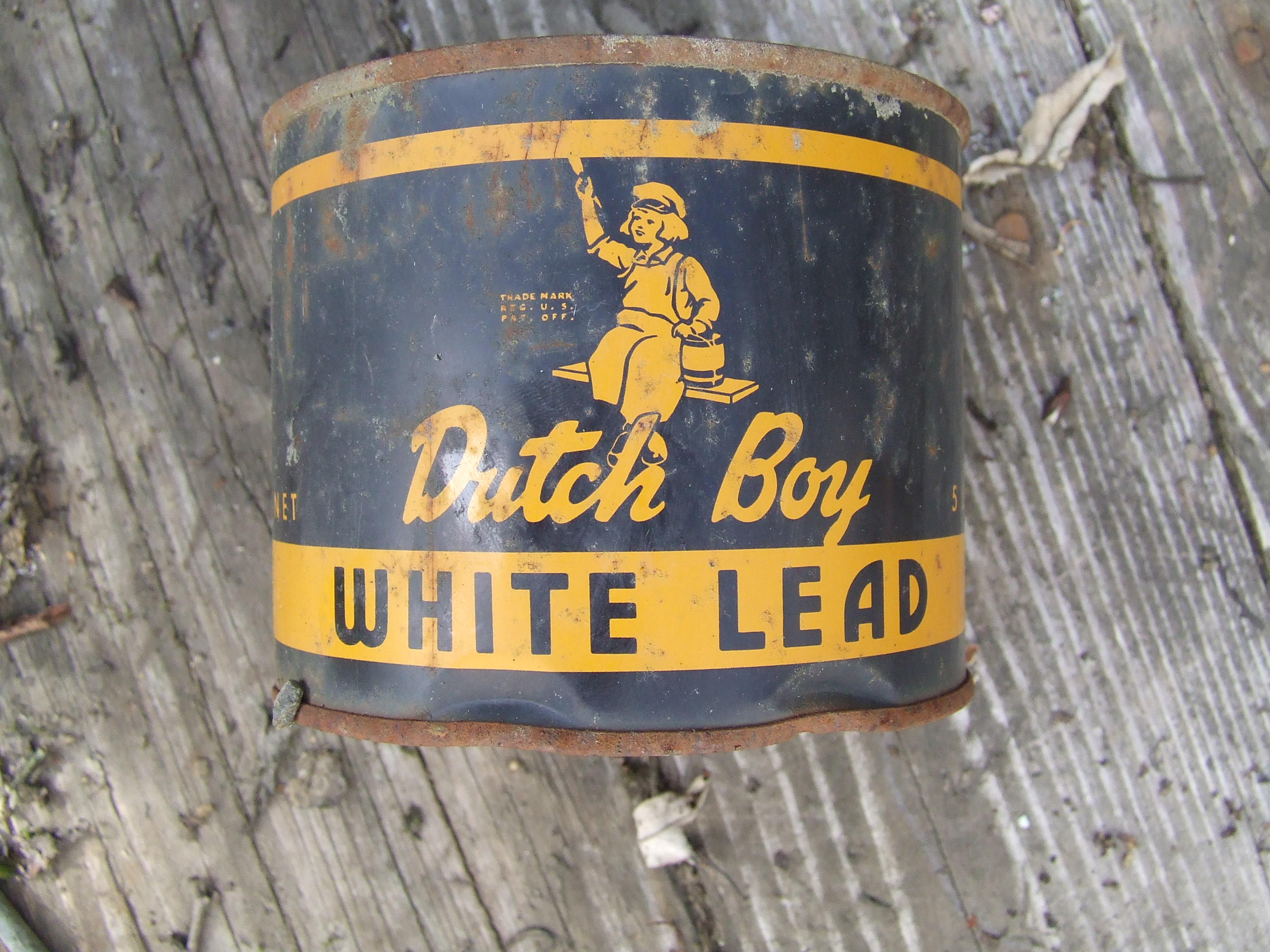
Boîte de peinture au plomb de marque Dutch Boy Paint.

Les peintures au plomb sont des peintures contenant du plomb. Ce métal est un siccatif ; il accélère le séchage de la peinture à l'huile, diminuant notamment le temps nécessaire au passage d'une seconde couche. Des pigments fréquemment employés, au moins dans le passé, sont des composés de plomb : la céruse, blanc et opacifiant, le minium, rouge-orangé et antirouille, le jaune de chrome, un chromate de plomb synthétisé au XIXe siècle employé pour le marquage routier.
L'usage du plomb est aujourd'hui interdit dans de nombreux pays à cause de sa toxicité. L'organisme ne l'élimine pas ; quelle que soit la dose, son accumulation dans l'organisme provoque le saturnisme. Certains pays l'interdisent totalement dans la peinture, comme dans l'Union européenne. D'autres comme les États-Unis l'acceptent hors des usages domestiques. Même là où l'application de peintures au plomb est proscrite depuis des décennies, celui des peintures existantes pose de graves problèmes pour la santé, des enfants notamment.

## Histoire
Le blanc de plomb a été produit au IVe siècle av. J.-C. ; Pline l'Ancien, Vitruve, et Théophraste en ont décrit la fabrication.
La méthode traditionnelle de fabrication du pigment s'appelait le processus d'empilement. Des centaines ou des milliers de pots en terre contenant du vinaigre et du plomb étaient incorporés dans une couche de tan ou de bouse de vache. Les pots étaient conçus pour que le vinaigre et le plomb soient dans des compartiments séparés, mais le plomb était en contact avec la vapeur du vinaigre. Le plomb était généralement enroulé en spirale et placé sur un rebord à l'intérieur du pot recouvert d'une grille de plomb qui permettait au dioxyde de carbone formé par la fermentation de l'écorce de tan ou des bouses d'y circuler. Chaque couche de pots était recouverte d'une nouvelle couche de tan, puis d'une autre couche de pots. la chaleur créée par la fermentation, les vapeurs d'acide acétique et de dioxyde de carbone dans l'empilement faisaient leur travail, et au bout d'un mois, les serpentins de plomb étaient recouverts d'une croûte de blanc de plomb. Cette croûte était séparée du plomb, lavée et broyée comme pigment. Ce travail était reconnu comme dangereux ; des textes médiévaux mettent en garde contre le danger d'apoplexie, d'épilepsie et de paralysie dans le travail avec du blanc de plomb.
Malgré les risques, le pigment était très apprécié des artistes en raison de sa clarté, de sa densité et de son opacité ; une petite quantité pourrait couvrir une grande surface. La céruse est employée à l'huile pour peindre les murs et les boiseries. À l'ère de l'éclairage au gaz, dès le début du XIXe siècle, les produits de la combustion du gaz de houille mal épuré, qui contient de l'hydrogène sulfuré, en réagissant avec la céruse, provoquent régulièrement une altération de la blancheur des murs, encourageant la mise en peinture régulière au moyen du dangereux poison.
La céruse a été largement utilisée par les artistes jusqu'au XIXe siècle, lorsqu'elle a été remplacée par le blanc de zinc et le blanc de titane.
Les dangers de la peinture au plomb étaient considérés comme bien établis au début du XXe siècle. Dans l'édition de juillet 1904 de sa publication mensuelle, Sherwin-Williams signale les dangers de la peinture contenant du plomb ; notant qu'un expert français avait jugé la peinture au plomb toxique dans une large mesure, tant pour les ouvriers que pour les habitants d'une maison peinte avec ce moyen. Dès 1886, les lois allemandes sur la santé interdisent aux femmes et aux enfants de travailler dans des usines de mettant en œuvre la peinture au plomb et au sucre de plomb. En 1786, Benjamin Franklin écrit une lettre avertissant un ami des dangers du plomb et de la peinture au plomb, qu'il considère comme bien établis.
La Société des Nations initie les efforts visant à interdire la peinture au plomb à partir de 1921,.

## Toxicité

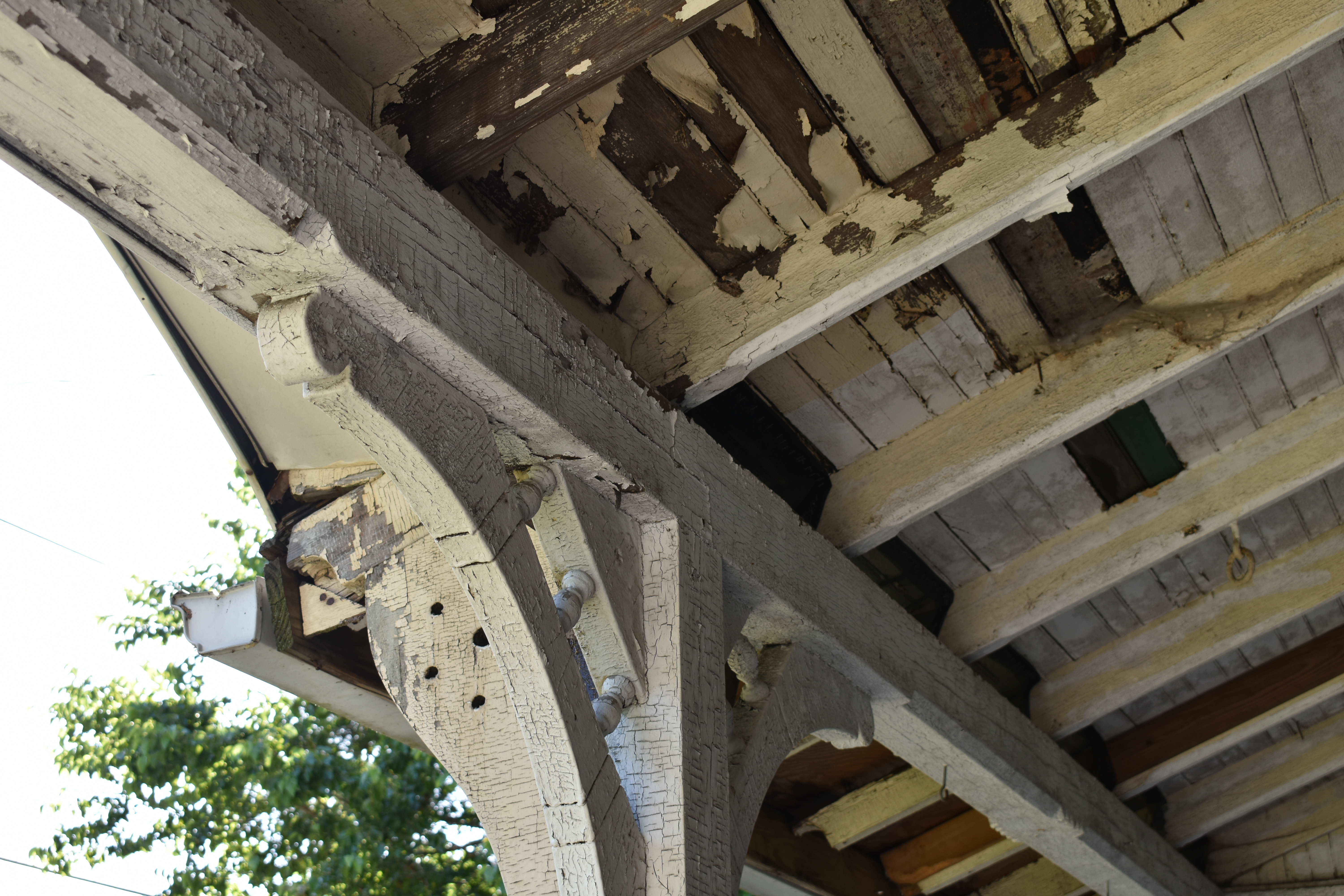
La peinture au plomb peut se fissurer et former des écailles (au goût sucré), qui contaminent ensuite le milieu environnant.

La peinture au plomb est dangereuse. Elle peut causer des dommages au système nerveux, un retard de croissance, des dommages aux reins et un retard de développement. Elle a un goût sucré qui encourage les enfants à mettre des copeaux de plomb et des jouets avec de la poussière de plomb dans la bouche (addiction dite pica).
Brûler des bois peints ou souder des aciers protégés au minium entraîne la dispersion du plomb. Des niveaux élevés de contamination au plomb peuvent entraîner la mort.

## Régulation
La peinture au plomb est interdite dans l'Union européenne par la directive de 2003 sur la Restriction of hazardous substances in electrical and electronic equipments (RoHS), qui interdit les substances dangereuses dans les biens de consommation, y compris la peinture. Cette loi a remplacé et harmonisé les lois existantes des États membres, dont beaucoup avaient interdit les peintures au plomb des années auparavant.
Pour protéger la santé des peintres, la France avait adopté en 1909 une loi interdisant l'utilisation de peintures contenant du plomb pour la peinture intérieure et extérieure de tous les bâtiments.
Au Canada, des règlements ont été adoptés pour la première fois en vertu du Hazardous Products Act de 1976, qui limitaient la teneur en plomb des peintures et autres revêtements liquides sur les meubles, produits ménagers, produits pour enfants et surfaces extérieures et intérieures de tout bâtiment fréquenté par des enfants, à 0,5 % en poids. La nouvelle réglementation sur les matériaux de revêtement de surface, qui est entrée en vigueur en 2005, limite davantage le plomb à son niveau de base pour les peintures intérieures et extérieures vendues aux consommateurs. Les fabricants de peinture canadiens se conforment à ce niveau de base dans leurs peintures de consommation intérieures et extérieures depuis 1991. Néanmoins, une entreprise canadienne, Dominion Color Corporation, est « le plus grand fabricant de pigments de peinture à base de plomb dans le monde » et a été critiquée par le public pour avoir obtenu l'autorisation de l'Agence européenne des produits chimiques de continuer à exporter des peintures au chromate de plomb de sa filiale néerlandaise vers les pays où ses utilisations ne sont pas strictement réglementées,. 

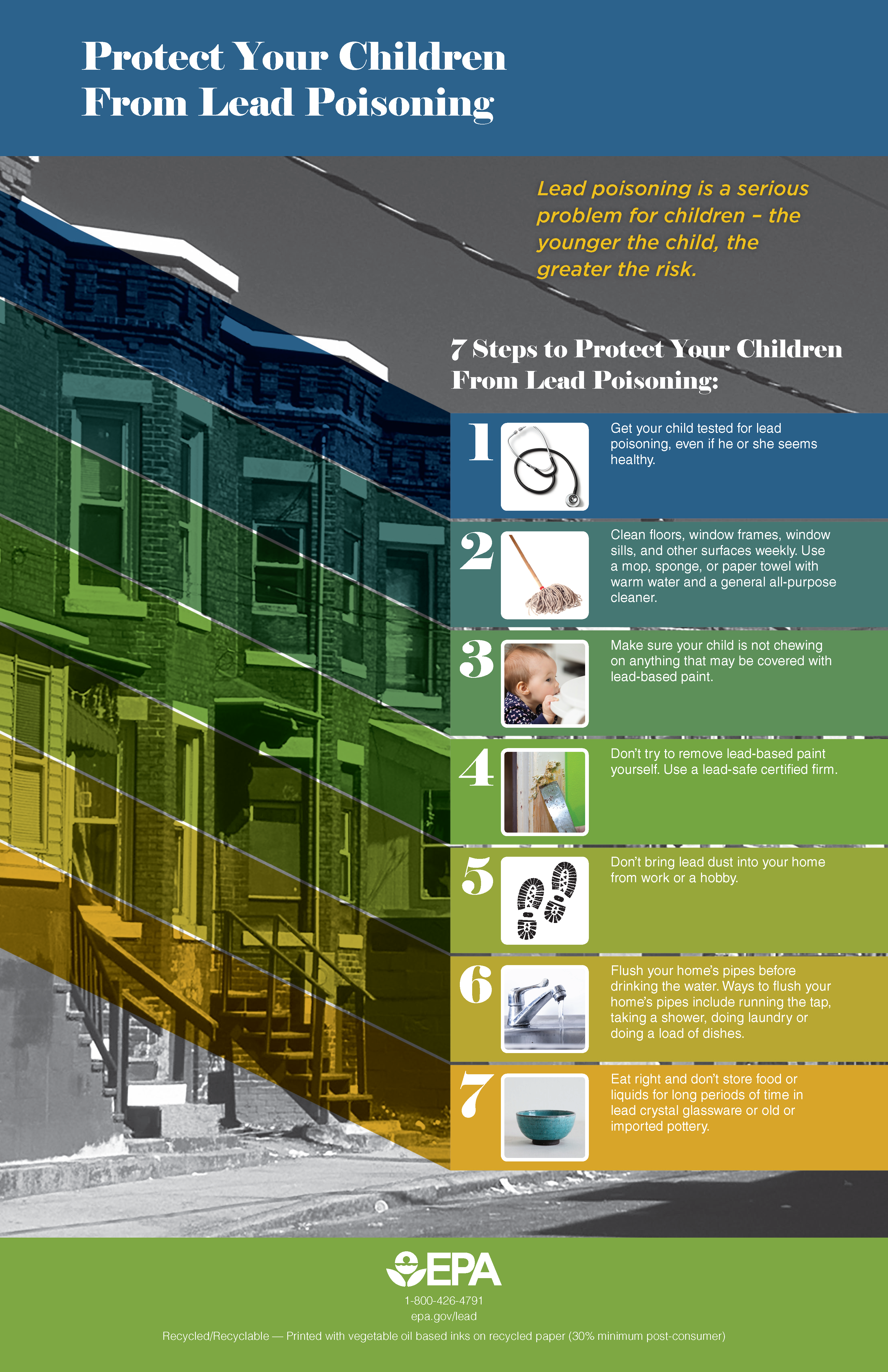
Affiche de l'EPA pour la protection des enfants contre le saturnisme.

La Consumer Product Safety Commission (CPSC) américaine a interdit la peinture au plomb en 1977 dans les propriétés résidentielles et les bâtiments publics (16 CFR 1303), de même que pour les jouets et les meubles. La raison invoquée était « de réduire le risque d'empoisonnement au plomb chez les enfants qui peuvent ingérer des éclats de peinture ou des pelures ». Pour les fabricants, le CPSC a institué la Consumer Product Safety Improvement Act de 2008, qui a fait passer le plafond de la teneur en plomb de la peinture de 0,06 % à 0,009 % à compter du 14 août 2009. En 2018, l'État du Delaware a interdit l'utilisation de peinture au plomb sur les structures extérieures. De plus, la loi sur la réduction des risques liés au plomb dans les résidences (également appelée « loi sur la peinture au plomb ») a été créée afin de garantir que la divulgation de tout danger à base de plomb dans un immeuble soit discutée avec les acheteurs ou les locataires potentiels d'unités,.
En avril 2010, l'Environmental Protection Agency des États-Unis a exigé que tous les rénovateurs travaillant dans des maisons construites avant 1978 et dérangeant plus de six pieds carrés de peinture au plomb à l'intérieur de la maison, ou 20 pieds carrés à l'extérieur de la maison soient certifiés : la règle de rénovation, de réparation et de peinture au plomb de l'EPA (RRP Rule) réduit le risque de contamination par le plomb des activités de rénovation domiciliaire. Il exige que les entreprises effectuant des projets de rénovation, de réparation et de peinture qui perturbent la peinture à base de plomb dans les maisons, les garderies et les écoles maternelles (toute installation occupée par des enfants) construites avant 1978 soient certifiées par l'EPA et utilisent des rénovateurs certifiés formés par l'EPA. - des prestataires de formation approuvés pour suivre des pratiques de travail sans plomb.
En 2018, il y avait environ 37 millions de maisons et d'appartements avec de la peinture au plomb aux États-Unis.
Les Philippines ont interdit la peinture au plomb en 2013, mais en 2017, 15 % de la peinture n'était toujours pas certifiée. L’EcoWaste Coalition et la Philippine Association of Paint Manufacturers ont déclaré le 1er janvier 2020 que les Philippines avaient éliminé la peinture au plomb à la suite de la mise en œuvre de l'Administrative Order 2013-24 du Department of Environment and Natural Resources (DENR) , ou le Chemical Control Order for Lead and Lead Compounds, qui ont enjoint aux fabricants de peintures contenant du plomb à usage industriel de supprimer progressivement ces peintures d'ici le 31 décembre 2019.
La peinture au plomb n'est pas interdite en Inde. Une étude de 2015 a révélé que plus de 31 % des peintures domestiques en Inde avaient une concentration en plomb supérieure à 10 000 ppm (partie par million), ce qui dépasse de loin la norme du Bureau of Indian Standards (BIS) de 90 ppm pour le plomb dans la peinture.
En Afrique du Sud, le Hazardous Substances Act of 2009 classe le plomb comme substance dangereuse et limite son utilisation dans la peinture à 600 ppm. Un amendement proposé modifiera cette valeur à 90 ppm, éliminant ainsi presque complètement le plomb de la peinture. L'amendement comprendrait également toutes les peintures industrielles, qui étaient auparavant exclues.

## Peinture au plomb dans l'art

### Peinture à l'huile
Dans les art, la peinture au blanc de plomb est connue sous le nom de « blanc écaillé » ou « blanc de Cremnitz ». Il est apprécié pour la facilité de manipulation et la résilience que le plomb confère aux peintures à l'huile. La peinture au blanc de plomb sèche relativement rapidement pour former un film de peinture solide et flexible. Le blanc à base de plomb est l'un des plus anciens pigments fabriqués. C'était le seul pigment blanc à la disposition des artistes en quantités appréciables jusqu'au XXe siècle, lorsque le zinc-blanc et le titane-blanc sont devenus disponibles. Le blanc de plomb produit industriellement, le pigment typique du XIXe siècle jusqu'à son interdiction, était considéré comme inférieur aux formes de fabrication traditionnelle, qui avaient de plus grandes particules en « flocons » qui conféraient une facilité de manipulation.
Les blancs de titane et de zinc sont beaucoup moins toxiques que le blanc de plomb et l'ont largement supplanté dans la plupart des applications des beaux-arts. Les règles de sécurité ont également rendu le blanc de plomb plus cher et plus difficile à obtenir dans certaines régions, comme l'UE. Cependant, les peintures à l'huile au plomb sont toujours produites et utilisées par les artistes qui préfèrent leurs qualités de manipulation, de mélange et de structure uniques.
La céruse en lamelles (flake white) présente divers inconvénients, notamment une tendance à devenir transparent au fil du temps. Elle noircit également en présence de certains polluants atmosphériques, bien que cela puisse être inversé.

### Peintures à l'eau
Le blanc de plomb ou céruse n'est pas un pigment traditionnel dans les peintures à l'eau car le plomb, quand il n'est pas protégé par une couche imperméable d'huile, noircit au contact de l'hydrogène sulfuré contenu dans l'air et avec les acides, qui peuvent provenir des empreintes digitales ou d'autres pigments employés au voisinage. Le blanc de zinc est supérieur pour les travaux sur papier[réf. souhaitée], tout comme l'hydroxyde de calcium (chaux éteinte) pour les fresques.
Le minium a servi au Moyen Âge pour l'enluminure des manuscrits. Au XVIIIe siècle Watin le considère comme « excellent pour la détrempe » ; il a été utilisé en aquarelle sous le nom de Rouge de Saturne ; mais il souffre, en peinture fine ou en fresque, des mêmes défauts que la céruse.

## Substituts

### Titane
Les fabricants de peintures ont remplacé le blanc de plomb par un substitut moins toxique, le blanc de titane (basé sur le dioxyde de titane pigmentaire), qui a été utilisé pour la première fois dans les peintures au XIXe siècle. Le dioxyde de titane est considéré comme suffisamment sûr pour être utilisé comme colorant alimentaire et comme dentifrice. C'est également un ingrédient courant de la crème solaire. Lorsqu'il est utilisé dans les peintures aujourd'hui, il est souvent recouvert d'oxydes de silicium ou d'aluminium pour plus de durabilité. Le blanc de titane a une opacité et une force de teinture beaucoup plus grandes que le blanc de plomb, et il peut facilement dominer la plupart des autres pigments s'il n'est pas mélangé soigneusement. Le blanc de titane a été critiqué pour avoir conduit à une « craie » dans les mélanges, et pour avoir prétendument diminué la permanence des pigments organiques mélangés avec lui en raison de son indice de réfraction élevé .

### Zinc
Le blanc de zinc est moins opaque et plus faible en teinture que le blanc de titane ou le blanc de plomb. Il est couramment utilisé pour alléger subtilement les mélanges tout en conservant la transparence. Bien que le blanc de zinc soit le blanc standard dans les aquarelles, sa solidité structurelle dans les huiles a été débattue. Le blanc de zinc sèche lentement et crée un film de peinture relativement rigide. Les détracteurs du pigment affirment que son utilisation entraîne une fissuration et une délamination excessives, même lorsqu'il est utilisé avec parcimonie.

## Voir également
- Impact environnemental de la peinture (en)
- Peinture à base de plomb au Royaume-Uni (en)
- Peinture à base de plomb aux États-Unis (en)
- Oxyde de plomb(II,IV)
- Lead–crime hypothesis (en)